# Jordánsko na Letních olympijských hrách 2016
Jordánsko se účastnilo Letní olympiády 2016.

## Medailisté
| Medaile | Jméno          | Sport     | Soutěž     |
| ------- | -------------- | --------- | ---------- |
| Zlato   | Ahmad Abughauš | Taekwondo | Muži 68 kg |